# تامنس
تامنس (به انگلیسی: Tumnus) همچنین آقای تامنس یک شخصیت داستانی در شیر، کمد و جادوگرنوشتهٔ سی. اس. لوئیس است. او نقش برجسته‌ای در شیر، کمد و جادوگر، اسب و آدمش و آخرین نبرد دارد. او دوست صمیمی لوسی پونسی و اولین مخلوقی است که او در نارنیا مشاهده می‌کند. همچنین او جزء اولین نارنیایی است که در سری معرفی می‌شود.

## شخصیت
تامنس به داشتن پوست مایل به قرمز، موهای فرفری، چشم قهوه‌ای، ریش بزی، دو شاخ روی پیشانی‌اش، سم شکافته، پاهایی شبیه به پاهای بز با موهای براق قهوه‌ای، چهره کمی عجیب و غریب اما دلپذیر، یک دم بلند، و با قد کمی بزرگتر از لوسی شناخته می‌شود.
تامنس در ابتدا در کنار چراغ برق با لوسی برخورد می‌کند و او را به غار خود برای صرف شام دعوت می‌کند. هنگام شام، آنها در مورد نارنیا صحبت می‌کنند. تامنس پس از آن با فلوت خود آوایی را می‌نوازد و لوسی به خواب می‌رود. هنگامی که لوسی از خواب بیدار می‌شود، او را غرق در اشک می‌بیند. او اعتراف می‌کند که از طرف جادوگر سفید (جیدیس) موظف شده‌است که با دیدن هر یک از پسران آدم و دختران حوا آن‌ها را به او تحویل دهد. با این حال او از دستور جیدیس سرپیچی کرده و لوسی را به سرعت به همان محل آشنایی برده و با خیال آسوده او را به دنیا خویش برمی‌گرداند.
چند روز بعد هنگامی که لوسی به نارنیا بازمی‌گردد به ملاقات تامنس رفته و متوجه می‌شود که جادوگر سفید متوجه کمک تامنس به او نشده‌است. با این حال، برادر لوسی ادموند وارد نارنیا شده در مدت کوتاهی با جیدیس آشنا شده و اشارهٔ کوتاهی به ملاقات خواهرش و یک فان می‌کند. هنگامی که لوسی و خواهر و برادر او پس از آن به نارنیا می‌آیند، آنها می‌یابند که تامنس توسط رئیس پلیس مخفی جادوگر سفید دستگیرشده‌است.
بعدها در داستان، زمانی که زمستان به پایان رسیده‌است و اصلان در حال آماده‌سازی یک ارتش برای مقابله با جادوگر سفید است، لوسی و سوزان تامنس را در حالی که به یک مجسمه سنگی در قلعه جادوگر تبدیل شده می‌یابند ولی او توسط اصلان دوباره به زندگی بازمی‌گردد.